# Dongcheng, Nanchuan
Dongcheng (kinesiska: 东城) är ett stadsdelsdistrikt i sydvästra Kina. Det ligger i stadsdistriktet Nanchuan i storstadsområdet Chongqing, omkring 69 kilometer sydost om det centrala stadsdistriktet Yuzhong. 